# Tomarovka
Tomarovka (ruso: Томаро́вка) es un asentamiento de tipo urbano de Rusia, perteneciente al raión de Yákovlevo de la óblast de Bélgorod.
En 2021, el asentamiento tenía una población de 7394 habitantes. Antes de la reforma territorial de 2018, cuando se fusionaron todos los ayuntamientos del raión para formar un ókrug urbano con sede en Stroítel, Tomarovka era sede de un ayuntamiento urbano que incluía como pedanías los jutorá de Vólojov, Rogovói, Semin, Fedorénkov, Tsyjmánov, Kislenko y Majnov. Desde 2018, este territorio se conserva como división únicamente administrativa (desconcentración).
Se ubica unos 20 km al oeste de Bélgorod, sobre la carretera 14K-4 que lleva a Gráivoron. De aquí sale al noreste la carretera 14K-23, que lleva a Stroítel, y al noroeste la 14K-6, que lleva a Rakítnoye.

## Historia
Se conoce la existencia de la localidad en documentos desde el siglo XVII, cuando se formó como un pequeño asentamiento rural habitado por ucranianos. En 1802 se estableció aquí la sede de una vólost, en el uyezd de Bélgorod de la gobernación de Kursk. En las décadas posteriores se desarrolló como centro comercial e industrial, y a mediados de siglo ya superaba los ocho mil habitantes. Al finalizar el siglo se abrió aquí una estación del ferrocarril de Bélgorod a Sumy; inicialmente, esto hizo que en una década la población casi se duplicase, superando los quince mil habitantes, pero unos años después la población bajó notablemente, al ser un punto estratégico de combates en la guerra civil rusa.
En 1928, cuando era una localidad de unos diez mil habitantes, la Unión Soviética creó aquí el raión de Tomarovka como uno de los distritos de la recién formada óblast de Chernozem Central. En 1943 fue una de las localidades más devastadas por la cuarta batalla de Járkov de la Segunda Guerra Mundial, hasta el punto de quedar medio abandonada. En una reforma territorial que tuvo lugar entre 1963 y 1965, cuando el pueblo tenía unos cuatro mil habitantes, se suprimió el raión de Tomarovka y el área pasó desde entonces a formar parte del raión de Yákovlevo. Sin embargo, en 1968 Tomarovka adoptó estatus de asentamiento de tipo urbano.